# Ikeda, Gifu
Ikeda (japanska: 池田町?, Ikeda-chō) är en landskommun i Gifu prefektur i Japan. 